# Brainstorm Festival
Brainstorm Festival is een meerdaags cultureel indoor rock- en metalfestival dat sinds 2008 jaarlijks plaatsvindt in GIGANT in Apeldoorn. De focus ligt op melodic metal, progressive metal en power-metal. Naast optredens van bands is er een theaterprogramma met o.a. akoestische optredens en interviews. Tevens is er jaarlijks een kunstexpositie en cd-markt. Het festival trekt jaarlijks 300-500 bezoekers en draait volledig op vrijwilligers.

## Geschiedenis
Brainstorm Festival is een initiatief van Stichting Brainstorm Festival. De inspiratie voor het festival zijn Zweedse en Zwitserse rock- en metalfestivals die naast concerten een breder programma hebben. Het festival biedt een combinatie van bekendere bands en underground/regionale bands. Het festival heeft als doel een brug te slaan tussen verschillende muziekstromingen, culturele uitingen en levensovertuigingen.
In 2008 vond de eerste editie plaats, welke drie dagen duurde. Sinds 2009 vindt het festival plaats op twee dagen, vrijdag en zaterdag. Enkel in 2014 vond het festival als experiment op één dag plaats.
In 2009 en 2011 vond er naast het festival ook een pre-party plaats met een kleine selectie aan bands, in respectievelijk De Kelder in Amersfoort en Muziekpodium Stédsj in Barneveld.
Op 6 september 2012 organiseerde Stichting Brainstorm Festival een semi-akoestisch concert van de Amerikaanse gothic-rock band Saviour Machine. Het concert werd gehouden in Theater Odeon in Zwolle.
In 2020 zou er vanwege de coronapandemie een 'Covid-19 editie' met twee bands plaatsvinden, maar deze kon door de coronamaatregelen niet doorgaan.
In 2023 verkocht het festival voor het eerst helemaal uit.

## Edities en line-up
| Jaar | Datum                 | Bands | Exposant                    |
| ---- | --------------------- | --- | --------------------------- |
| 2008 | 21, 22 en 23 november | Seventh Angel, Rebellion, Thy Majestie, Seventh Avenue, Mehida, Miseration, Morphia, Harmony, Monoblock, Mena Brinno, A New Dawn, World to Ashes | Eliran Kantor               |
| 2009 | 13 en 14 november     | Narnia, Mad Max, Forsaken, My Darkest Hate, Deuteronomium, Seventh Avenue, In Vain, Drottnar, Morrigu, Rift, Project Klone | Kristian 'Necrolord' Wåhlin |
| 2010 | 5 en 6 november       | Demon Hunter, Innerwish, In Vain, The Spirit That Guides Us, Officium Triste, Slechtvalk, My Silent Wake, Dark Sky, Ryffhuntr, In Grief, Erebus, theNAME | Felipe Machado Franco       |
| 2011 | 4 en 5 november       | War of Ages, Becoming the Archetype, Stream of Passion, Immortal Souls, The Wounded, Darkwater, Drottnar, Sinbreed, Cirrha Niva, In The Midst of Lions, Deadend in Venice, Beyond the Dust, Portall, Akelei, Burial Earth                                            | Premnath Gonesh             |
| 2012 | 2 en 3 november       | Antestor, Oh, Sleeper, Inhale/Exhale, Seventh Angel, Myrath, In Mourning, Thy Majestie, The Letter Black, Nemesea, Social Suicide, Illuminandi, Taketh, Aliens Ate My Setlist, Grim Ordeal, It Never Rains, Premnath, Marius, The Circle Ends                        | Niels de Zwarte             |
| 2013 | 1 en 2 november       | Swallow the Sun, Theocracy, Sparklands, Today Forever, Slechtvalk, Antimatter, Sacrificium, The Charm The Fury, Aliens Ate My Setlist, Rachèl Louise, The Foreshadowing, Sleeping Romance, About An Author, My Endless Wishes, Sense vs. Sanity, Startled By Silence | Jeffrey Heijnen             |
| 2014 | 8 november            | Orphaned Land, War of Ages, Gloryhammer, Immortal Souls, Crimson Moonlight, Safemode, Pene Corrida, Akelei, La-Ventura, Despicable Heroes, Premnath | Peter van Rijsbergen        |
| 2015 | 13 en 14 november     | Ancient Bards, Signum Regis, Sleeping Romance, The Algorithm, Cat O'nine Tails, Empire 21, Arstidir, Bloodwork, La-Ventura, Nightland, Morgarten, Despicable Heroes, I Am The Deceiver, Desolate Fields                                                              | Thijs Jansen                |
| 2016 | 11 en 12 november     | Theocracy, Narnia, Selfmindead, Myrath, Mantric, Vardøger, Sleeping Romance, Within Silence, Dalit, Undawn, Leonov, Shadowrise, Empire of the Wolves | Ton Dekkers                 |
| 2017 | 3 en 4 november       | Living Sacrifice, Xandria, Project 86, Sleeping Romance, Fleshkiller, Gideon, Dark Sarah, Wind Rose, Sea+Air, Death Therapy, Undawn, The Memory Remains | Felipe Machado Franco       |
| 2018 | 9 en 10 november      | Tourniquet, Eric Clayton and the Nine, Pyramaze, Power Quest, Signum Regis, Federico Truzzi, Diviner, Angel Nation, Leonov, Despicable Heroes, Opus Irae, 2Strings, J'Accuse                                                                                         | Ronald Simons               |
| 2019 | 8 en 9 november       | Sirenia, Cellar Darling, Darkwater, In Mourning, Nightland, Drottnar, Blackbriar, Kalidia, Rising Insane, Charles-Henri Maulini, Metus, Askara, Hypersonic, Monograf                                                                                                 | Kristian 'Necrolord' Wåhlin |
| 2021 | 5 en 6 november       | Orden Ogan, Narnia, Leaves' Eyes, Eric Clayton and the Nine, Hamferd, Majestica, Temperance, Morgarten, Scarlet Stories, Catalyst Crime, Terradown | Arjen Staal                 |
| 2022 | 4 en 5 november       | Firewind, Swallow The Sun, Scar Symmetry, Sleeping Romance, Signum Regis, Wytch Hazel, Iotunn, Fallen Sanctuary, Vetrar Draugurinn, Sáwol, VRS:NSMV |                             |
| 2023 | 3 en 4 november       | Extol, Xandria, Serenity, Temperance, In Vain, Fellowship, Hamradun, Lyrre, Confessions Of A Traitor, Leonov, Flowerleaf, Neverus | Kristian 'Necrolord' Wåhlin |